# Evan O'Neill Kane
Pour les articles homonymes, voir Kane.
Evan O'Neill Kane, né le 6 avril 1861 à Darby et mort le 1er avril 1932 à Kane, est un chirurgien américain connu notamment pour s'être auto-opéré de son appendicite sous anesthésie locale en 1921, ce qui semble être l'un des premiers cas recensés de chirurgie sur soi-même.

## Biographie

### Famille Kane
Né six jours avant le début de la Guerre de Sécession, Evan O'Neill Kane est le fils du major-général Thomas L. Kane, fondateur de la ville de Kane dans l'État de Pennsylvanie, aux États-Unis, et éminent abolitionniste, et de Elizabeth Dennistoun Wood Kane, médecin jusqu'en 1909. Son grand-père paternel, John Kintzing Kane, était un éminent juge de Philadelphie et descendant du général Robert Van Renssealaer (en). et Il a un frère William (de son vrai nom Thomas L. Kane Jr., né en 1863) qui deviendra lui aussi médecin, un autre frère Elisha Kent Kane (né en 1856) qui sera ingénieur diplômé de Princeton et une sœur, Harriet Amelia (née en 1855) qui deviendra elle aussi médecin.

### Carrière
Au début des années 1880, Evan décide à son tour d'étudier la médecine et sort diplômé de la faculté de médecine de Jefferson à Philadelphie en 1884, un an après la mort de son père. Il exerce ensuite en tant que médecin à Kane.
En 1887, Kane fonde avec sa mère et son frère William le Woodside Cottage Hospital à Kane. Cinq ans plus tard, l'hôpital est déplacé sur un plus grand site, donné par sa mère, et dévient le Kane Summit Hospital. Evan Kane y deviendra chirurgien en chef, poste pendant lequel il pratiquera sa fameuse appendicectomie. L'hôpital restera actif jusqu'en 1970.

### Vie privée
Il épouse en mai 1893 sa première femme Blanche Rupert Kane, qui décédera d'une possible fièvre puerpérale treize jours après avoir donné naissance à leurs fils unique en mars 1894 : Elisha Kent Kane III. Il se remarie en juin 1897 à sa sœur Lila Rupert avec qui il aura six enfants : William Wood (né en 1898), Blanche Rupert (née en 1899), Bernard Even (né en 1902), Thomas Leiper (né en 1903) et les jumeaux Robert Livingston et Schuyler (nés en 1904).
Après l'incendie de la première maison familiale des Kane en 1896, la famille reconstruit une maison nommée Anoatok, dans laquelle Kane vivra de nombreuses années et qui est aujourd'hui listée dans le registre national des lieux historiques. Le nom Anoatok provient de l'eskimo et est un hommage à l'oncle d'Evan Kane, Elisha Kent exploreur arctique.
À l'âge de 71 ans, Kane décède d'une pneumonie dans son propre hôpital, peu après le procès de son fils et quelques mois après son auto-chirurgie de hernie.

## Ses apports en médecine

### Auto-chirurgies et marquage
En 1919, Kane s'auto-amputa un doigt qui s'était infecté. Puis, en février 1921 à l'âge de 60 ans, il pratiqua à l'aide de miroirs sa propre appendicectomie, sous anesthésie locale avec de la procaïne (remplaçant depuis peu la cocaïne), avant de rentrer chez lui le lendemain. L'opération fit l'objet d'une grande attention médiatique à l'époque, avec notamment un article dans le New York Times le lendemain. Il est dit qu'il est le premier chirurgien à avoir pratiqué une opération sur lui-même. Kane expliqua qu'il a fait cela en partie pour découvrir la procédure du point de vue du patient, et s'assurer qu'il pouvait pratiquer cette opération sous anesthésie locale à la place d'une anesthésie générale, pour de futurs patients.
En janvier 1932, Kane répara chirurgicalement sa hernie inguinale, causée par un accident de cheval six ans auparavant, sous anesthésie locale, au Kane Summit Hospital, après avoir invité un photographe pour immortaliser l'évènement. L'opération dura une heure et cinquante-cinq minutes, et Kane retourna opérer trente-six heures plus tard.
À la fin de sa carrière, Kane aurait commencé à signer son travail en tatouant à l'encre de chine la lettre K en morse sur ses patients, tatouage que Howard Cleveland fera sur Evan Kane lors de son auto-chirurgie de hernie, Kane étant trop somnolent pour suturer et tatouer à la fin de l'opération.

### Tatouage des nouveau-nés
Étant au courant de cas d'échanges de nouveau-nés survenus dans des hôpitaux, Kane avait décidé de tatouer les nouveau-nés et les mères, à un endroit discret, en prévention de tels évènements. Il fut un fervent défenseur de cette technique, expliquant que selon lui les mesures administratives pour identifier les nouveau-nés n'étaient pas assez efficaces, surtout dans les petits hôpitaux, en raison du manque de personnel disponible. De plus, en cas d'échange, il n'était pas possible de le prouver avec de simples écrits.

### Chirurgie ferroviaire
Kane était également un pionnier de la chirurgie ferroviaire (spécificité américaine, développée pour prendre en charge les accidents de train, fréquents et dramatiques aux États-Unis à cette époque du fait de l'absence récurrente d'hôpitaux proches), en travaillant pour cinq compagnies ferroviaires, en étant actif à l'American Academy of Railway Surgeons et en étant un contributeur régulier du journal médical The Railway Surgeon. En trois ans d'activité dans le domaine, il rapporte en 1900 avoir pratiqué 1000 opérations chirurgicales, dont une bonne partie de laparotomie, avec une mortalité en dessous de 1 %,.

## Affaire Jenny Graham Kane
Pendant l'année 1931, son fils ainé Elisha Kent âgé de 37 ans est accusé du meurtre de sa femme, Jenny Graham Kane, décédée par noyade alors qu'ils étaient en train de nager dans l'état de Virginie. Elisha affirme que sa femme a glissé d'un rocher et qu'il a tenté de la réanimer avant de se rendre à l'hôpital le plus proche. Les pêcheurs de la baie de Chesapeake témoignent avoir vu le couple dans l'eau, puis entendu le cri de la femme, avant de voir Elisha repartir avec une femme inconsciente. Il est également évoqué l'affaire extra-conjugale d'Elisha avec une autre femme et des lettres suspectes entre les deux que Jenny avait découvert. Le procès fait sensation, réunissant de larges foules autour du palais de justice. Evan Kane témoigne pour la défense et établit que Jenny souffrait d'angine de poitrine et que sa mort était donc certainement dû à une crise cardiaque. Le corps n'a ainsi pas été autopsié, et le fils de Kane a été acquitté,.